# Mailyne Andrieux
Mailyne Andrieux (1 december 1987) is een voormalig tennisspeelster uit Frankrijk. Zij speelt rechtshandig. Zij was actief in het proftennis van 2003 tot en met 2008.

## Loopbaan

### Junioren
Andrieux won in 2004 het toernooi Mediterranee Avenir in Casablanca (Marokko) – in de finale versloeg zij Russin Vesna Manasieva (de latere Vesna Dolonts).

### Enkelspel
Andrieux debuteerde in 2003 op het ITF-toernooi van Vertou (Frankrijk). Zij stond in 2004 voor het eerst in een finale, op het ITF-toernooi van Le Havre (Frankrijk) – hier veroverde zij haar enige enkelspeltitel, door de Tsjechische Janette Bejlková te verslaan.
In 2005 speelde zij op een grandslamtoernooi door op het enkelspeltoernooi van Roland Garros met een wildcard uit te komen.

### Dubbelspel
Andrieux was in het dubbelspel minder actief dan in het enkelspel. Zij debuteerde in 2003 op het ITF-toernooi van Vertou (Frankrijk), samen met landgenote Virginie Ayassamy. Zij stond in 2004 voor het eerst in een finale, op het ITF-toernooi van Le Havre (Frankrijk), samen met landgenote Kildine Chevalier – hier veroverde zij haar eerste titel, door het duo Maria Archipova en Janette Bejlková te verslaan. In totaal won zij twee ITF-titels, de andere in 2005 in Nantes (Frankrijk).
In 2005 speelde zij op een grandslamtoernooi door, samen met landgenote Pauline Parmentier, op het dubbelspeltoernooi van Roland Garros met een wildcard uit te komen.

## Posities op deWTA-ranglijst
Positie per einde seizoen:
| jaartal | ranking enkelspel | ranking dubbelspel |
| ------- | ----------------- | ------------------ |
| 2004    | 506               | 547                |
| 2005    | 370               | 424                |
| 2006    | 278               | 392                |
| 2007    | 476               | 639                |
| 2008    | 681               | 495                |

## Prestatietabel grandslamtoernooien
| Legenda | Legenda                          |
| ------- | -------------------------------- |
| g.t.    | geen toernooi gehouden           |
| l.c.    | lagere categorie                 |
| –       | niet deelgenomen                 |
| G       | uitgeschakeld in de groepsfase   |
| 1R      | uitgeschakeld in de eerste ronde |
| 2R      | uitgeschakeld in de tweede ronde |
| 3R      | uitgeschakeld in de derde ronde  |
| 4R      | uitgeschakeld in de vierde ronde |
| KF      | uitgeschakeld in de kwartfinale  |
| HF      | uitgeschakeld in de halve finale |
| F       | de finale verloren               |
| W       | het toernooi gewonnen            |
| w-v     | winst/verlies-balans             |

### Enkelspel
| Toernooi        | 2005 |
| --------------- | ---- |
| Australian Open | –    |
| Roland Garros   | 1R   |
| Wimbledon       | –    |
| US Open         | –    |

### Vrouwendubbelspel
| Toernooi        | 2005 |
| --------------- | ---- |
| Australian Open | –    |
| Roland Garros   | 1R   |
| Wimbledon       | –    |
| US Open         | –    |